# Bozótgeze

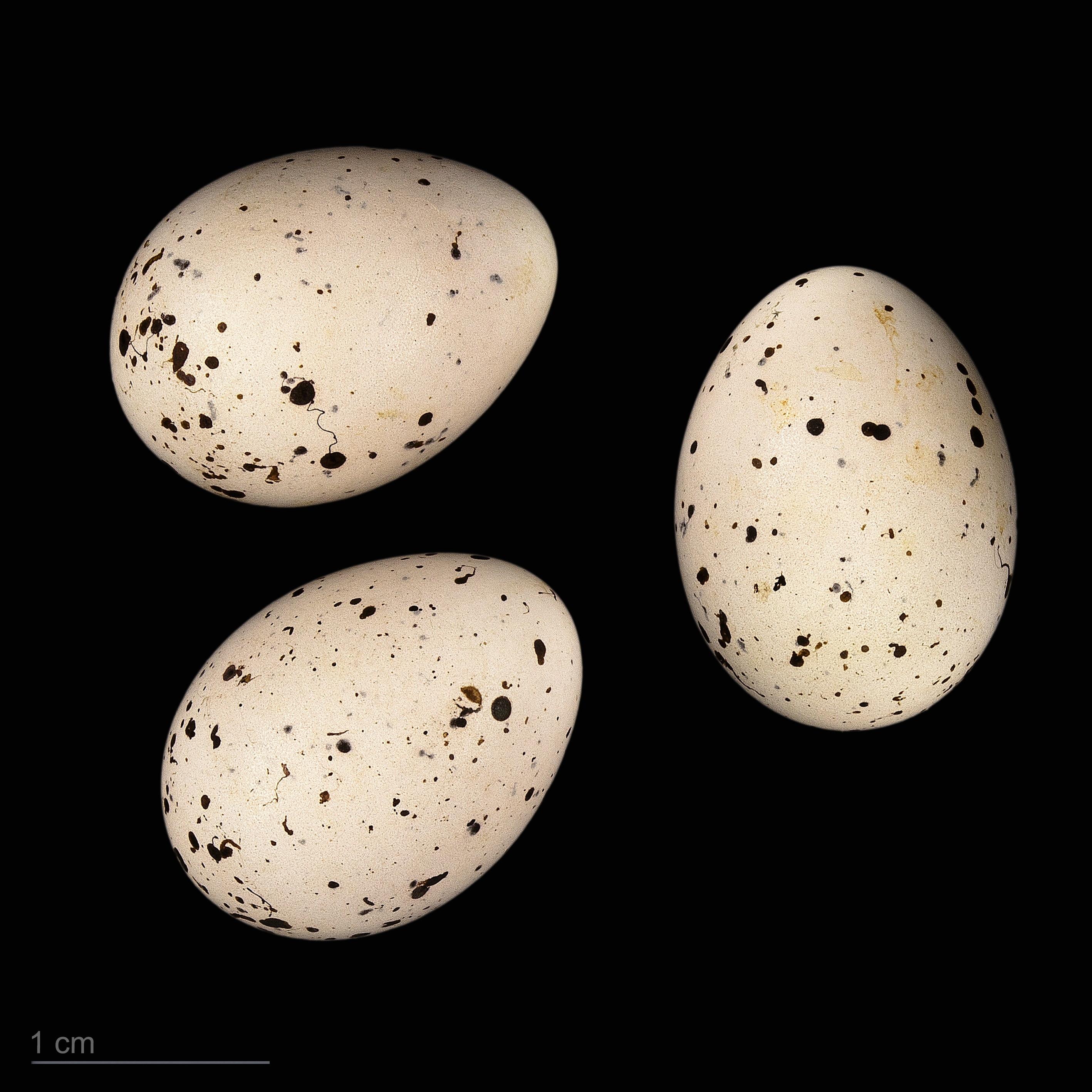
Hippolais languida tojásai, Chavigny (de) Jacques gyűjtése, 1935, Szíria

A bozótgeze (Hippolais languida) a verébalakúak (Passeriformes) rendjébe, ezen belül a nádiposzátafélék (Acrocephalidae) családjába és a Hippolais nembe tartozó faj. 14-15 centiméter hosszú. Délnyugat-Ázsia északi részének félsivatagos fás, bokros területein költ, telelni Kelet-Afrikába vonul. Többnyire rovarokkal táplálkozik. Áprilistól júliusig költ. Fészekalja 4-5 tojásból áll.

## Fordítás
- Ez a szócikk részben vagy egészben  az   Upcher's warbler című angol Wikipédia-szócikk fordításán alapul.  Az eredeti cikk szerkesztőit annak laptörténete sorolja fel. Ez a jelzés csupán a megfogalmazás eredetét és a szerzői jogokat jelzi, nem szolgál a cikkben szereplő információk forrásmegjelöléseként.